# Nemzeti Bajnokság I 1920-1921
L'edizione 1920-21 del Nemzeti Bajnokság I vide la vittoria finale dell'MTK, che conquistò il suo ottavo titolo, il sesto ufficiale consecutivo.
Capocannoniere del torneo fu György Orth dell'MTK con 21 reti.
Il campionato era costituito da un girone per le squadre di Budapest, più altri sei campionati regionali. I sei vincitori regionali si sarebbero sfidati tra di loro, e la vincente avrebbe sfidato la vincente di Budapest per il titolo nazionale. Lo Szegedi AK fu la squadra che avrebbe dovuto sfidare l'MTK per il titolo nazionale. La finale non fu però disputata.

## Classifica (Budapest)
|    | Classifica        | G  | V  | N  | P  | GF | GS | Dif | Pt |
| -- | ----------------- | -- | -- | -- | -- | -- | -- | --- | -- |
| 1  | MTK (C)           | 24 | 21 | 2  | 1  | 82 | 9  | +73 | 44 |
| 2  | Újpesti TE        | 24 | 14 | 8  | 2  | 39 | 14 | +25 | 36 |
| 3  | Ferencvárosi TC   | 24 | 14 | 2  | 8  | 48 | 23 | +25 | 30 |
| 4  | III. Kerületi TVE | 24 | 8  | 8  | 8  | 25 | 34 | -9  | 24 |
| 5  | Törekvés SE       | 24 | 8  | 7  | 9  | 23 | 36 | +13 | 23 |
| 6  | VII. Kerületi SC  | 24 | 8  | 6  | 10 | 22 | 33 | -11 | 22 |
| 7  | Kispesti AC       | 24 | 5  | 11 | 8  | 24 | 28 | -4  | 21 |
| 8  | Budapesti TC      | 24 | 7  | 7  | 10 | 22 | 35 | -13 | 21 |
| 9  | Terézvárosi TC    | 24 | 6  | 8  | 10 | 21 | 37 | -16 | 20 |
| 10 | Magyar AC         | 24 | 7  | 5  | 12 | 25 | 36 | -11 | 19 |
| 11 | Vasas SC          | 24 | 5  | 8  | 11 | 20 | 30 | -10 | 18 |
| 12 | Budapesti AK      | 24 | 6  | 6  | 12 | 17 | 34 | -17 | 18 |
| 13 | 33 FC             | 24 | 3  | 10 | 11 | 17 | 36 | -19 | 16 |

- (C) Campione nella stagione precedente

### Verdetti
- MTK campione d'Ungheria 1920-21.
- Budapesti AK e 33 FC retrocesse in Nemzeti Bajnokság II.